# Olaf Kaltenborn
Olaf Kaltenborn (* 8. Februar 1965 in Mannheim) ist ein deutscher Publizist und Journalist.

## Leben
Kaltenborn studierte ab 1990 Journalistik an der Universität Dortmund und absolvierte ein Volontariat bei der Berliner Zeitung. Nach einer Tätigkeit als Wissenschaftlicher Mitarbeiter von 1997 bis 2000 wurde er an der Universität Essen im Fach Politikwissenschaft zum Dr. phil. promoviert. Von 1997 bis 2003 schrieb er für die Süddeutsche Zeitung und die Neue Zürcher Zeitung, danach war als Regionalkorrespondent für die Nachrichtenagentur ddp tätig.
2001 gründete Kaltenborn mit Holger Elfes die populärwissenschaftliche Zeitschrift Transfermagazin – Wissenschaft im Ruhrgebiet und war mit ihm bis 2005 deren Chefredakteur. Ab 2001 war er Berater für Presse- und Öffentlichkeitsarbeit der Universität Witten/Herdecke, ab 2003 Abteilungsleiter Kommunikation und Mitglied der erweiterten Universitätsleitung. Von 2006 bis 1. Juli 2023 war er Leiter des Bereichs Marketing und Kommunikation (heute Büro für PR & Kommunikation) der Goethe-Universität Frankfurt am Main und Sprecher der Universität.

## Schriften
- Das Künstliche Leben – Die Grundlagen der Dritten Kultur, Diss. Univ. Essen 1999, Reihe Übergänge, Bd. 45, Wilhelm Fink Verlag, München 2001, ISBN 3-7705-3562-6
- Magische Orte – Eine neue Beschaulichkeit des Reisens im Ruhrgebiet, Klartext-Verlag, Essen, 2003, ISBN 3-89861-174-4